# Лукоянов
Лукоянов (на руски: Лукоянов) е град в Русия, административен център на Лукояновски район, Нижегородска област. Населението на града към 1 януари 2018 година е 14 104 души.